# 7 × 57 mm Mauser
El cartucho 7 × 57 mm, también conocido como 7 mm Mauser, 7 × 57 mm Mauser, 7 mm Mauser Español en los Estados Unidos y .275 Rigby en el Reino Unido, fue desarrollado por Paul Mauser, de la compañía Mauser, en 1892 y adoptado por España como cartucho militar en 1893 para el Mauser Modelo 1893. Fue consecuentemente adoptado como cartucho militar estándar por varios países. Se le reconoce como un hito en el diseño de cartuchos modernos y, aunque obsoleto como cartucho militar, tiene un amplio empleo a nivel internacional como cartucho de cacería. El 7 x 57 ha sido meritoriamente descrito como "el deleite de un experto en balística". Muchos fusiles de cacería en este calibre fueron fabricados por armeros británicos, siendo John Rigby el más conocido entre estos; debido a la usanza británica de nombrar los calibres en pulgadas, Rigby denominó a este calibre como .275 Rigby tras medir el espacio entre las estrías del ánima del cañón de un fusil calibre 7 mm.

## Historia
El ejército español adoptó un nuevo fusil Mauser en 1893 (Mauser Modelo 1893). Este empleaba un cartucho de percusión central cargado con pólvora sin humo y que montaba una bala con un diámetro nominal de 7 mm (0.275 pulgadas), con un casquillo de 57 mm de largo - de ahí los nombres de "7x57mm Mauser" y "7x57mm Mauser Español". La bala pesaba 11 gramos (175 granos) y tenía una velocidad en boca de aproximadamente 700 metros/segundo (2300 pies/segundo). Para finales del siglo XIX, estas características eran impresionantes. El cambio en el modelo de la bala, de una con punta redonda a una puntiaguda, fue en parte responsable del desempeño del cartucho al reducir la resistencia del aire en las distancias de combate habituales.

## Cartucho militar
Las cualidades del 7 x 57 Mauser como cartucho militar se observaron en la guerra hispano-estadounidense y la Segunda Guerra de los Bóeres en África del Sur. Theodore Roosevelt y los Rough Riders sufrieron muchas bajas al atacar una fuerza numéricamente inferior, armada con fusiles Mauser Modelo 1893. Igualmente, los soldados británicos que peleaban en África del Sur fueron obligados a revaluar el diseño de sus fusiles y municiones, así como sus tácticas tras enfrentarse a francotiradores bóer armados con fusiles Mauser Modelo 1895 que disparaban cartuchos 7 x 57 Mauser con gran efectividad, simplemente sobrepasando el alcance del cartucho .303 British en lo que a disparos a larga distancia respecta. El cartucho .303 de aquel entonces todavía empleaba cordita como carga propulsora, en comparación con la pólvora sin humo similar a la balistita empleada en los cartuchos del Mauser. Los británicos modernizaron las anteriores variantes del cartucho .303 British a la Mark 7, que empleaba pólvora sin humo al igual que el 7 x 57 Mauser, mejorando también su fusil con el modelo Lee-Enfield N.º 1 Mk III.

## Usuarios
- Uruguay
- Brasil
- Chile
- España: 
  - Guerra de Margallo, guerra hispano-estadounidense, guerra civil española
- México: 
  - Revolución Mexicana
- Reino de Serbia:
  - Primera Guerra Mundial
- República Sudafricana: 
  - Segunda Guerra de los Bóeres
- Imperio alemán: lo empleó en el Fusil Sistema Mondragón Modelo 1908 durante la Primera Guerra Mundial.
- Imperio austrohúngaro: lo empleó en el Repetiergewehr M.14. y Captura  Serbio Model 1899 durante la Primera Guerra Mundial.

## Dimensiones
El casquillo del cartucho 7 x 57 Mauser tiene una capacidad de 3,90 mililitros (60 granos). La forma exterior de éste fue diseñada para facilitar su alimentación y extracción bajo condiciones severas, tanto en fusiles de cerrojo como en ametralladoras. 
Dimensiones máximas del cartucho 7 x 57 según la C.I.P. Todas son en milímetros (mm).
Los estadounidenses definirían el ángulo del hombro de este cartucho en alpha/2 ≈ 20,55 grados. La tasa de giro habitual del estriado para este cartucho es de 220 mm (1 a 8.66 pulgadas), con 4 estrías (diámetro del espacio entre estas = 6,98 mm, diámetro de las estrías = 7,24 mm, ancho del espacio entre estas = 3,90 mm) y lleva un gran fulminante en el culote.
Según las normas oficiales de la C.I.P., el casquillo del 7 x 57 Mauser puede soportar presiones de hasta 390 MPa (56564 psi). En los países regulados por la C.I.P., cada fusil y su respectivo cartucho deben ser probados al 125% de la presión máxima fijada por la C.I.P. para certificar su seguridad y poder ser vendidos. En comparación, la asociación de industrias estadounidenses SAAMI especifica una presión máxima de 46000 UCP (Unidades Copper de Presión). Esta especificación más baja se debe a los cerrojos y cajones de mecanismos más débiles de los fusiles Mauser 93 y 95, que todavía se encuentran en uso.
Los cartuchos 7 mm europeos montan una bala con un diámetro de 7,24 mm (0.285 pulgadas), mientras que los cartuchos 7 mm estadounidenses montan balas con un diámetro de 7,21 mm (0.284 pulgadas).

## Cartucho de cacería

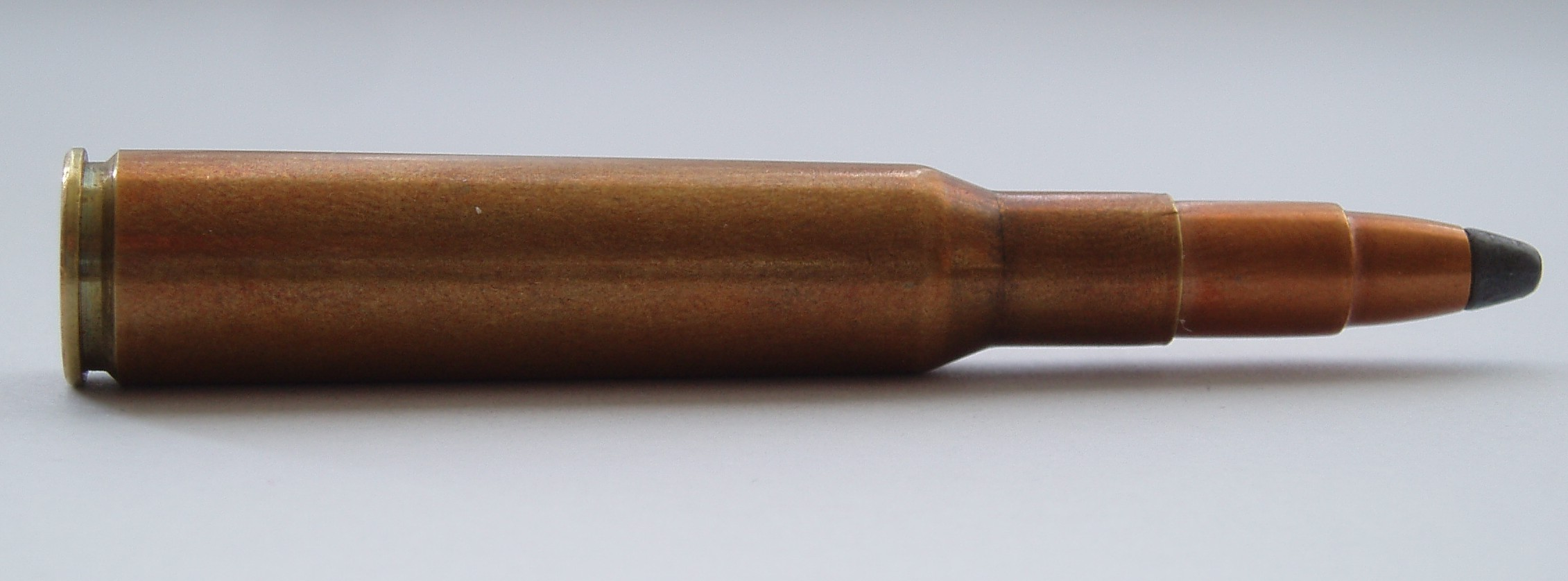
Cartucho de cacería 7 x 57 Mauser.

Las características del 7 x 57 Mauser lo hicieron popular entre los cazadores de ciervos. Su trayectoria relativamente plana y retroceso manejable le aseguraron su lugar como cartucho de caza. El 7 x 57 Mauser puede ofrecer una muy buena capacidad de penetración debido a la rápida tasa de rotación que le permite disparar balas largas y pesadas con una gran densidad seccional. Esto lo hizo popular en África, donde era empleado para abatir animales de gran tamaño, inclusive elefantes, por lo que era muy apreciado por el cazador de marfil W. D. M. Bell, que abatió 1011 elefantes con un fusil calibre 7 x 57 Mauser, cuando la mayoría de cazadores de marfil empleaban fusiles de grueso calibre. Bell escogió este cartucho por su moderado retroceso y empleaba balas militares encamisadas de 11 gramos para una penetración efectiva. Bell seccionó el cráneo de un elefante para determinar el tamaño y la ubicación del cerebro, además de emplear una cuidadosa puntería para asegurar un impacto directo en el cerebro.
El 7 x 57 Mauser también fue el cartucho predilecto de Eleanor O'Connor, esposa del famoso cazador y reportero Jack O'Connor. Eleanor acompañó a su esposo en varias expediciones de caza alrededor del mundo, abatiendo piezas menores y mayores con el 7 x 57 Mauser. Aunque no tan popular hoy en día, el 7 x 57 Mauser todavía es producido por la mayor parte de los grandes fabricantes de munición y se encuentran disponibles varios fusiles modernos que emplean este cartucho. 
Debido a la edad y las características metalúrgicas de los fusiles para los cuales fue originalmente diseñado, muchos de los cuales todavía funcionan, la mayor parte de los cartuchos 7 x 57 Mauser producidos en los Estados Unidos llevan cargas propulsoras que producen una menor presión. Los cartuchos producidos en los países europeos miembros de la C.I.P. son frecuentemente cargados para obtener altas velocidades y presiones, por lo cual solo pueden ser empleados con seguridad en fusiles "modernos" que emplean este cartucho. Los fusiles más viejos pueden disparar cartuchos modernos, pero deber ser revisados por un armero competente y ser declarados seguros antes de disparar con ellos.
El cartucho 7,92 x 57 Mauser ("8 mm Mauser") y el 7 x 57 Mauser ("7 mm Mauser") no son intercambiables; se pueden producir daños o heridas de gravedad.

## Armas que emplean el 7 x 57 Mauser
- Fusil Mondragón
- Fusil automático Browning
- Hotchkiss M1909
- Hotchkiss M1914
- Hotchkiss M1922
- SIG KE7
- Mauser Modelo 1893
- Mauser Modelo 1895
- Mauser Modelo 1902
- Mauser Modelo 1908
- Mauser Mexicano Modelo 1936
- Steyr Modelo 1912
- ZB vz. 98/22
- ZB vz. 24
- ZB vz. 26
- ZB vz. 30
- ZB vz. 33